# تمرد غينيا الإسبانية العسكري 1936
لم يكن انقلاب يوليو 1936 في إسبانيا تأثير فوري على المستعمرات الإسبانية في خليج غينيا، المعروفة باسم غينيا الإسبانية (غينيا الاستوائية حاليًا). فقد مرت ثلاثة أشهر حتى انتفضت جزيرة فرناندو بو ضد حكومة الجمهورية، بينما ظلت الأرض الرئيسية وفية للحكومة لبضعة أيام، حتى وصول القوات المتمردة من جزر الكناري، مما جعل كامل الأراضي الغينية تحت سيطرة حكومة برغش.

## البداية
أنشأت الإمبراطورية الإسبانية مستعمرة غينيا الإسبانية في سنة 1778 في أعقاب معاهدة إل باردو، بينها وبين ومملكة البرتغال. احتفظ تجار الرقيق البرتغاليين بالسيطرة الفعلية على المنطقة حتى تم إعلان كارلوس تشاكون أول حاكم عام لها في 1858. خلال مسار التدافع على أفريقيا فقدت إسبانيا أجزاء كبيرة من أراضيها في خليج غينيا لصالح فرنسا وألمانيا. أدت هزيمتها الكارثية في الحرب الإسبانية الأمريكية سنة 1898 إلى تقليص ممتلكاتها الاستعمارية، وفي الوقت نفسه زادت من أهمية غينيا الإسبانية كأرض ماوراء البحار. بدأ استغلال الموارد الطبيعية للمستعمرة بشكل جدي، وأقام المبشرون بؤر استيطانية دائمة عبر أراضيها وشكل الحرس الاستعماري لغينيا الإسبانية في 1908 لحماية المستوطنين الجدد.
بعد إنشاء الجمهورية الإسبانية الثانية، تحولت السياسات الاستعمارية نحو زيادة الناتج الاقتصادي لغينيا. تحقيقا لهذه الغاية حدت الحكومة من تأثير المبشرين الكاثوليك والحقوق القانونية للسكان الأصليين. في 13 يوليو 1936 اغتيل السياسي القومي الإسباني خوسيه كالفو سوتيلو على يد متعاطف جمهوري، مما أدى إلى انقلاب قومي بعد أربعة أيام. أدى اندلاع الحرب الأهلية في البر الرئيسي الإسباني إلى مواجهات بين أنصار الجبهة الشعبية اليسارية ورجال الدين (أنصار المتمردين القوميين والكنيسة الكاثوليكية) في المستعمرة. استمرت التوترات في التصاعد خلال فصل الصيف حيث تم تجميد الحسابات المصرفية وفشل الشحنات في الوصول إلى المستعمرة.

## النزاع
في 19 سبتمبر 1936 أعلن رئيس الحرس الاستعماري المقدم لويس سيرانو مارانج التمرد في فرناندو بو للإطاحة بالحاكم الجمهوري العام سانشيز غويرا في انقلاب أبيض. بعد أوامر فرانسيسكو فرانكو، تولى سيرانو منصب الحاكم وفرض الأحكام العرفية، معلنا أن المستعمرة في حالة حرب. رفض نائب الحاكم ميغيل هيرنانديز بورسيل الذي كان مقره في باتا الاعتراف بسيرانو. وفي 23 سبتمبر نظم رجال الدين في البر الرئيسي للمستعمرة ميليشيا وساروا إلى باتا لدعم سيرانو، وأرسل بورسيل قوة لإيقافهم. التقى العمودان في كومانداشينا بالقرب من نهر إيكوكو، واشتبكوا بعد أن صرخوا بشعارات كل منهما. قُتل جنديان من السكان الأصليين في العملية حيث خرج الجمهوريون منتصرين. تم طرد قادة رجال الدين في البر الرئيسي إلى الكونغو الفرنسية، وسافر كثير منهم بعدها إلى فرناندو بو. وهكذا انقسمت المستعمرة بين فرناندو بو المؤيدة للقومية وريو موني المؤيدة للجمهورية.
أصبح الجمهوريون معزولين عمليا عن حلفائهم، بعد أن حولوا سفينتهم الوحيدة المتاحة إلى سجن للمبشرين والراهبات الكاثوليك. وفي أكتوبر وصل الطراد القومي المساعد سيوداد دي ماهون إلى فرناندو بو. استولى سيرانو على السفينة، واستخدمها لقصف باتا وإغراق سفينة السجن الجمهوري فرناندو بو، مما أسفر عن مقتل العديد من السجناء في هذه العملية. ثم هبطت قوة من الجنود الوطنيين المغاربة في باتا، واستولت بسرعة على ريو موني. فر معظم الجمهوريين إلى الكونغو الفرنسية، وأُعدم بعض من بقوا بينما رُحل آخرون إلى جزر الكناري في نوفمبر.

## النتائج
أدى هذا الصراع مع اضطراب التجارة العالمية خلال الحرب العالمية الثانية إلى تعرض المستعمرة لنقص في الغذاء والدواء بالإضافة إلى ارتفاع التضخم. وبعد سيطرة القوميون على المستعمرة، قاموا بإضفاء الطابع الإسباني على أسماء المناطق المحلية، وتوحيد فرناندو بو وريو موني قانونًا مع بقية إسبانيا وحرروا السكان الأصليين تدريجياً. فانتشرت مُثُل القومية بين الجيل الأول من السكان الأصليين المتحرر، الذي قاد المستعمرة لاحقًا إلى الاستقلال.